# All or Nothing (Jay Sean)
All or Nothing è il terzo album in studio del cantante britannico Jay Sean, pubblicato dalla Cash Money Records il 23 novembre 2009 negli Stati Uniti d'America e nel dicembre dello stesso anno nel resto del mondo.
L'uscita dell'album è stata preceduta dal singolo Down, che figura il featuring di Lil Wayne, che ha ottenuto un buon riscontro di pubblico in tutto il mondo.

## Tracce

### Edizione statunitense
1. Do You - 4:05
2. Fire - 3:20
3. Down (featuring Lil Wayne) - 3:32
4. Do You Remember (featuring Sean Paul & Lil Jon) - 3:31
5. Ride It - 3:01
6. Love Like This (Eternity) - 3:38
7. If I Ain't Got You - 3:18
8. War - 3:45
9. Cry - 4:35
10. All or Nothing - 4:23
11. Stuck in the Middle (featuring Jared Cotter) - 3:37
12. Stay - 3:39
13. Lights Off - 4:13
14. Down (Candle Light Remix) - 3:15

Tracce bonus
1. Down (Candle Light Remix) – 3:15
2. Stay (Boy Better Know Mix) – 3:37

### Edizione internazionale
1. Down (featuring Lil Wayne) - 3:32
2. Fire - 3:20
3. Do You Remember (featuring Sean Paul & Lil Jon) - 3:31
4. Love Like This (Eternity) - 3:39
5. Do You - 4:04
6. War - 3:45
7. If I Ain't Got You - 3:19
8. Ride It - 3:00
9. Far Away (featuring Keisha Buchanan) - 3:32
10. Stuck in the Middle (featuring Craig David) - 3:36
11. Lights Off - 4:13
12. All or Nothing - 4:22
13. Stay - 3:38
14. Cry - 4:36

Tracce bonus nell'edizione giapponese
1. I'm Gone - 3:15
2. Walking Alone - 3:37
3. Down (Candle Light Remix) - 3:15
4. Down (Jason Nevins Remix)" (featuring Lil' Wayne) - 3:39

## Classifiche
| Classifica (2009)         | Pozione massima |
| ------------------------- | --------------- |
| Australia                 | 67              |
| Canada                    | 78              |
| Giappone                  | 11              |
| Regno Unito               | 62              |
| Regno Unito (independent) | 2               |
| Regno Unito (R&B)         | 11              |
| Stati Uniti               | 37              |